# 백사림
백사림(白士霖, ? ~ ?)은 조선 중기의 무신이다. 본관은 태인이다.

## 생애
무장 백광언(白光彦)의 동생이다. 임진왜란 때 의병장으로 활동하다가 장수로 발탁되어 김해부사를 지냈다. 정유재란 때 황석산성(黃石山城)이 적의 기습을 받아 어려움에 처하자 밤중에 성을 버리고 홀로 도주하여 남은 성민들이 모조리 도륙을 당하였다.